# Novoszibirszki terület
A Novoszibirszki terület (oroszul Новосибирская область) az Oroszországi Föderáció tagja. Székhelye Novoszibirszk. Határos a Tomszki területtel, az Omszki területtel, a Kemerovói területtel, az Altaji határterülettel és Kazahsztánnal. 2010-ben népessége 2 665 911 fő volt.

## Népesség

### Nemzetiségi megoszlás
A lakosság döntő többsége orosz nemzetiségű, de más nemzetiségek is lakják, főleg németek, tatárok, ukránok, üzbégek és kazahok.
A legnépesebb népcsoportok arányszámának változása 1959 és 2002 között
| Nemzetiség | 1959  | 1970  | 1979  | 1989  | 2002  |
| ---------- | ----- | ----- | ----- | ----- | ----- |
| oroszok    | 89,5% | 91,3% | 91,9% | 92,0% | 93,0% |
| németek    | 3,4%  | 2,7%  | 2,5%  | 2,2%  | 1,8%  |
| ukránok    | 2,7%  | 1,9%  | 1,8%  | 1,8%  | 1,3%  |
| tatárok    | 1,1%  | 1,2%  | 1,1%  | 1,1%  | 1,0%  |

### Települések
A Novoszibirszki területen (a 2010. évi népszámláláskor) 14 város, 17 városi jellegű település és 1534 falusi település található, mely utóbbiak közül 57 lakatlan. A városi jellegű települések száma 1987-ben még 20 volt, a Szovjetunió megszűnése óta azonban néhány elvesztette e címét és faluvá alakult, Oroszország más területeihez hasonlóan.
A 2010. évi népszámlálás adatai szerint a Novoszibirszki területen 77% a városi (városokban vagy városi jellegű településeken élő) népesség aránya. A legnagyobb falu népessége meghaladja a tízezer főt és összesen 25-é éri el a háromezret, melyek együttesen a terület lakosainak 5%-a számára nyújtanak otthont.
A Novoszibirszki terület városai a következők (2010. évi népességükkel):
- Novoszibirszk, Новосибирск (1 473 754)
- Berdszk, Бердск (97 296)
- Iszkityim, Искитим (60 078)
- Kujbisev, Куйбышев (45 299)
- Barabinszk, Барабинск (30 394)
- Karaszuk, Карасук (28 586)
- Ob, Обь (25 382)
- Tatarszk, Татарск (24 217)
- Togucsin, Тогучин (21 900)
- Cserepanovo, Черепаново (19 803)
- Bolotnoje, Болотное (16 570)
- Kupino, Купино (14 893)
- Csulim, Чулым (11 568)
- Kargat, Каргат (10 042)

## Közigazgatás és önkormányzatok
A Novoszibirszki terület élén a kormányzó áll:
- Vaszilij Alekszejevics Jurcsenko: 2010. szeptember – 2014.
- Vlagyimir Filippovics Gorogyeckij: 2014. szeptember 24. – 2017. október 6. Ekkor idő előtti felmentését kérte.
- Andrej Alekszandrovics Travnyikov: 2017. október 6. – a kormányzói feladatokat ideiglenesen ellátó megbízott. Megbizatása a következő kormányzói választásig szólt.[7] Kormányzónak megválasztva 2018. szeptember 9-én.[8]

A Novoszibirszki terület (a 2010. évi népszámláláskor) közigazgatási szempontból 30 járásra oszlik. A 14 város közül 7 területi alárendeltségű, így ezek nem tartoznak egyik járáshoz sem, és közülük Ob városához falusi terület is be van osztva, amely szintén nem része egyik járásnak sem.
Az önkormányzatok területi beosztása nagyjából megegyezik a közigazgatási felosztással. A 30 járás mindegyikében járási önkormányzat működik, a 7 területi alárendeltségű város közül pedig négy (Novoszibirszk, Berdszk, Iszkityim és Ob) a járásoktól független városi körzetet alkot, melyek egyszintű önkormányzatok, egyszerre gyakorolják a járási és a községi önkormányzati hatásköröket. Szintén városi körzetet alkot a közigazgatásilag a Novoszibirszki járáshoz tartozó Kolcovo városi jellegű település. Ezzel ellentétben a közigazgatási beosztás szerint a járásoktól független Barabinszk, Kujbisev és Tatarszk nem alkotnak városi körzetet, hanem annak a járási önkormányzatnak vannak alárendelve, amelynek a területén fekszenek. A járásokhoz összesen 26 városi község – ezek székhelye egy város vagy városi jellegű település – és 429 falusi község tartozik.
Közigazgatási szempontból tehát a Novoszibirszki terület 30 járásra és 7 városra tagozódik, míg önkormányzati rendszerét 30 járási önkormányzat és 5 városi körzet, a járási önkormányzatoknak alárendelve pedig 26 városi és 429 falusi község alkotja.
A közigazgatási járások neve, székhelye és 2010. évi népességszáma az alábbi:
| Magyar név               | Orosz név           | Székhely          | Lélekszám |
| ------------------------ | ------------------- | ----------------- | --------- |
| Bagani járás             | Баганский район     | Bagan             | 16 627    |
| Barabinszki járás        | Барабинский район   | Barabinszk        | 14 169    |
| Bolotnojei járás         | Болотнинский район  | Bolotnoje         | 29 365    |
| Csani járás              | Чановский район     | Csani             | 25 523    |
| Cserepanovói járás       | Черепановский район | Cserepanovo       | 47 842    |
| Csisztoozjornojei járás  | Чистоозерный район  | Csisztoozjornoje  | 19 603    |
| Csulimi járás            | Чулымский район     | Csulim            | 23 909    |
| Dovolnojei járás         | Доволенский район   | Dovolnoje         | 17 405    |
| Iszkityimi járás         | Искитимский район   | Iszkityim         | 62 816    |
| Karaszuki járás          | Карасукский район   | Karaszuk          | 46 262    |
| Kargati járás            | Каргатский район    | Kargat            | 18 207    |
| Kistovkai járás          | Кыштовский район    | Kistovka          | 12 399    |
| Kocsenyovói járás        | Коченевский район   | Kocsenyovo        | 43 850    |
| Kocski járás             | Кочковский район    | Kocski            | 14 863    |
| Kolivanyi járás          | Колыванский район   | Kolivany          | 24 049    |
| Krasznozjorszkojei járás | Краснозерский район | Krasznozjorszkoje | 32 491    |
| Kujbisevi járás          | Куйбышевский район  | Kujbisev          | 15 466    |
| Kupinói járás            | Купинский район     | Kupino            | 31 199    |
| Maszljanyinói járás      | Маслянинский район  | Maszljanyino      | 24 438    |
| Moskovói járás           | Мошковский район    | Moskovo           | 39 192    |
| Novoszibirszki járás     | Новосибирский район | Novoszibirszk     | 127 891   |
| Ordinszkojei járás       | Ордынский район     | Ordinszkoje       | 36 708    |
| Szevernojei járás        | Северный район      | Szevernoje        | 10 687    |
| Szuzuni járás            | Сузунский район     | Szuzun            | 32 592    |
| Tatarszki járás          | Татарский район     | Tatarszk          | 15 875    |
| Togucsini járás          | Тогучинский район   | Togucsin          | 60 303    |
| Ubinszkojei járás        | Убинский район      | Ubinszkoje        | 16 297    |
| Uszty-Tarkai járás       | Усть-Таркский район | Uszty-Tarka       | 12 307    |
| Vengerovói járás         | Венгеровский район  | Vengerovo         | 20 446    |
| Zdvinszki járás          | Здвинский район     | Zdvinszk          | 16 636    |